# Energía en Uganda

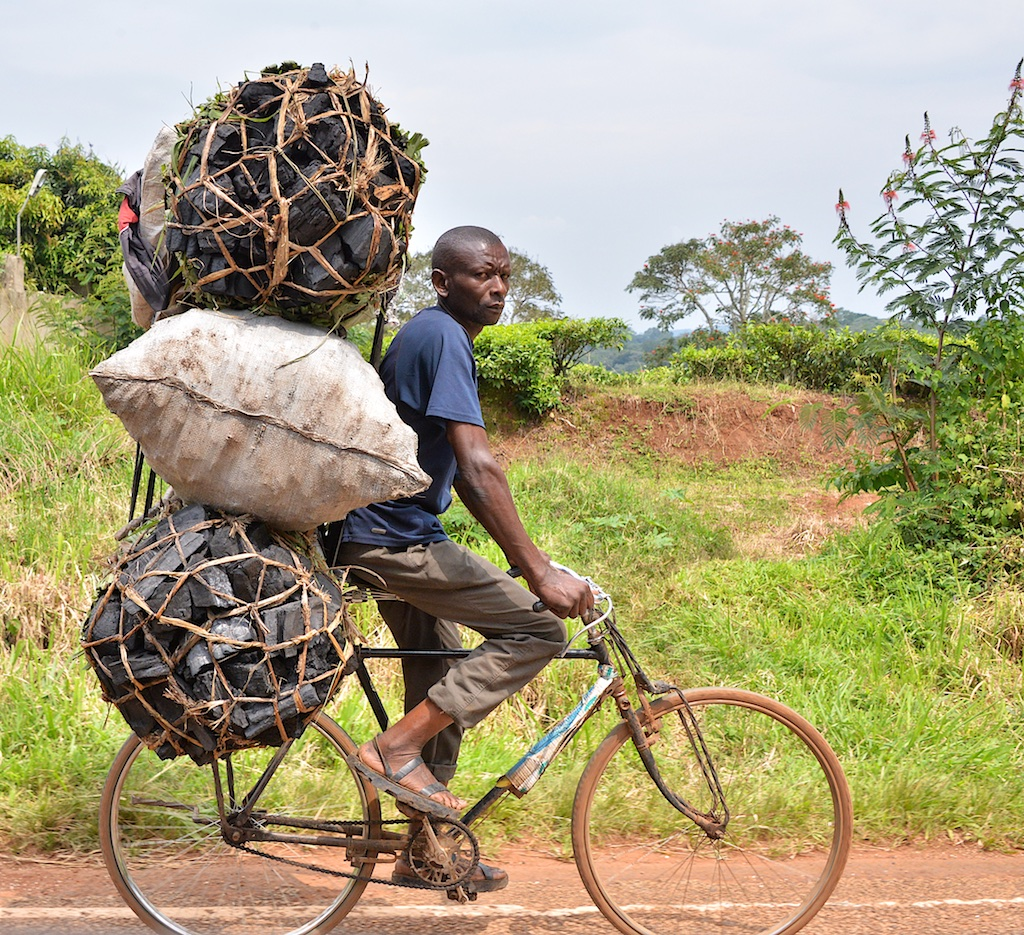
Entrega de carbón vegetal, Uganda

La quema de recursos renovables proporciona aproximadamente el 90 por ciento de la energía en Uganda, aunque el gobierno está tratando de ser autosuficiente en energía. Si bien gran parte del potencial hidroeléctrico del país está sin explotar, la decisión del gobierno de potenciar la producción petrolera nacional junto con el descubrimiento de grandes reservas de petróleo promete un cambio significativo en el estado de Uganda como país importador de energía.

## Antecedentes
En la década de 1980, el carbón y la leña cubrían más del 95 por ciento de las necesidades energéticas de Uganda. En 2005 y 2006, los bajos niveles de agua del lago Victoria, principal fuente de generación de electricidad en el país, provocaron una escasez de generación y una crisis energética. Como resultado, el país experimentó apagones frecuentes y prolongados. A partir de junio de 2016, según la Oficina de Estadística de Uganda, alrededor del veinte por ciento de los ugandeses tenían acceso a la electricidad. A partir de febrero de 2015 y según la Autoridad Reguladora de Electricidad de Uganda, la capacidad eléctrica instalada de Uganda era de 810 megavatios, con una demanda máxima de 509,4 megavatios, por lo que "la incidencia de la pérdida de carga debido a la escasez de suministro es ahora casi nula".   Hasta septiembre de 2017, según Irene Muloni, Ministra de Energía de Uganda, la capacidad de generación del país había aumentado a 950 megavatios. Uganda espera tener una capacidad de generación de al menos 1.900 megavatios para fines de 2019, según lo previsto por el Ministerio de Energía y Desarrollo Mineral de Uganda. En marzo de 2018, el Grupo del Banco Mundial estimó que alrededor del 26 por ciento de la población de Uganda tenía acceso a la red eléctrica en ese momento. En marzo de 2019, el Departamento de Comercio de los Estados Unidos estimó que el 55 por ciento de la población urbana de Uganda y alrededor del 10 por ciento de la población rural del país tenían acceso a la red eléctrica. A abril de 2019, la capacidad de generación era de 1.167 megavatios, con una demanda máxima de aproximadamente 625 megavatios y una tasa de electrificación nacional de aproximadamente el 25 por ciento. En ese momento, alrededor de 1,000 nuevos clientes solicitaban conexión a la red eléctrica diariamente, con más de 1.3 millones de conexiones Umeme existentes. A octubre de 2019, el Ministerio de Energía y Desarrollo Mineral de Uganda estimó que el 28 por ciento de la población de Uganda tenía acceso a la electricidad. En septiembre de 2019, Uganda firmó un Acuerdo Intergubernamental (IGA) con Rusia para explotar la tecnología nuclear con fines energéticos, médicos y otros fines pacíficos.
A partir de marzo de 2020, las fuentes nacionales de electricidad eran como se ilustra en la tabla a continuación:
| Rango | Fuente                       | Cantidad (MW)    | Porcentaje del total |
| ----- | ---------------------------- | ---------------- | -------------------- |
| 1     | Hidroelectricidad            | 1,007 ( Nota 1 ) | 80,4                 |
| 2     | Combustible de aceite pesado | 100              | 8.0                  |
| 3     | Energía solar                | 50 ( Nota 2 )    | 4.0 4.0              |
| 4 4   | Cogeneración                 | 95               | 7.6                  |
| 5 5   | Viento                       | 0 0              | 0.0                  |
| 6 6   | Geotérmica                   | 0 0              | 0.0                  |
| 7 7   | Nuclear                      | 0 0              | 0.0                  |
| 8     | Otro                         | 0 0              | 0.0                  |
|       | Total                        | 1,252            | 100.00               |

- Nota 1: Los totales de la hidroelectricidad incluyen la central hidroeléctrica Isimba de 183 megavatios, completada en enero de 2019, con operación comercial a partir de marzo de 2019.[17] Además, la central hidroeléctrica Achwa 2 de 42 megavatios se completó en enero de 2020.[18]
- Nota 2: Los totales de energía solar incluyen la estación de energía solar Soroti de 10 megavatios, la estación de energía solar Tororo de 10 megavatios, la estación de energía solar Kabulasoke de 20 megavatios y la estación de energía solar Mayuge de 10 megavatios.

## Hidroelectricidad

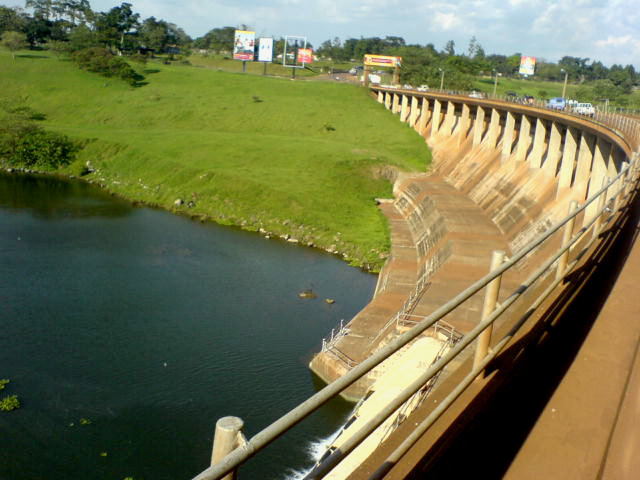
Central eléctrica de Nalubaale, 2007.

Un mantenimiento deficiente durante la década de 1980 políticamente inestable supuso una caída en la producción de la presa Owen Falls (ahora Central eléctrica de Nalubaale), en la desembocadura del Nilo Blanco, de 635.5 millones de kilovatios-hora en 1986 a 609.9 millones de kilovatios-hora en 1987, con seis de los diez generadores rotos a finales de 1988. La Central Hidroeléctrica Kiira de 200 megavatios, construida junto a la central eléctrica de Nalubaale, aumentó la capacidad de producción total a 380 megavatios.
Entre 2007 y 2012, la Central Hidroeléctrica Bujagali de 250 megavatios se construyó como un proyecto público-privado, a un costo de aproximadamente 862 millones $US. El consorcio que posee la estación incluye el Fondo Aga Khan para el Desarrollo Económico, SN Power (una subsidiaria del Fondo Noruego de Inversión para Países en Desarrollo) y el gobierno de Uganda. Bujagali Energy Limited es una compañía de vehículos especiales creada para operar la central eléctrica en nombre de los accionistas.
En octubre de 2013, comenzó la construcción de la Central eléctrica Isimba 183 megavatios, aproximadamente 40 kilómetros (25 mi) río abajo de Bujagali, con presupuesto de aproximadamente US $ 590 millones, como una empresa pública con financiación del Banco de Exportación e Importación de China. La puesta en marcha se planificó durante la segunda mitad de 2018. Sin embargo, la construcción se completó en enero de 2019 y las operaciones comerciales comenzaron en marzo de 2019.
También en 2013, el trabajo en la Central eléctrica de Karuma de 600 megavatios comenzó con un presupuesto de aproximadamente US $ 2 mil millones, incluidos US $ 250 millones para construir las líneas de transporte de alto voltaje para evacuar la energía generada. La finalización estaba prevista para finales de 2018. Sin embargo, una fecha de finalización más realista es a fines de 2019 o principios de 2020.
A May 2015, seis plantas hidroeléctricas se conectaron a la red nacional de electricidad, suministrando cerca de 65 megavatios. Estas plantas incluyen las Centrales de Nyagak I (3.5 megawatts), Kabalega (9 megawatts), Kanungu (6.6 megawatts), Bugoye (13 megawatts), Mubuku I (5 megawatts), Mubuku III (10 megawatts), y Mpanga (18 megawatts).

## Energía térmica
Existen dos centrales térmicas de combustible de aceite pesado en el país. 
Namanve Power Station es una planta de 50 megavatios propiedad de Jacobsen Electricity Company Limited (Uganda), una subsidiaria, propiedad total de Jacobsen Elektro, una compañía noruega independiente de producción de energía. La construcción de la planta costó US $ 92 millones (€ 66 millones) en 2008.
Central térmica de Tororo es una planta de combustible pesado de 89 megavatios propiedad de Electro-Maxx Limited, una compañía ugandesa y una subsidiaria del Grupo de Empresas Simba, propiedad del industrial ugandés Patrick Bitature. Esta planta tiene licencia para vender hasta 50 megavatios a la red eléctrica nacional.
Namanve y Tororo se utilizan como fuentes de energía de reserva para evitar la pérdida de carga cuando la generación de energía hidroeléctrica no satisface la demanda.
Cinco fabricantes de azúcar en Uganda tienen una capacidad de cogeneración total de aproximadamente 110 megavatios, de los cuales alrededor del 50 por ciento está disponible para la venta a la red nacional. Las centrales eléctricas de cogeneración y sus capacidades de generación incluyen Kakira Power Station (52 megawatts), Kinyara Power Station (40 megawatts), Lugazi Power Station (14 megawatts), Kaliro Power Station (12 megawatts) y Mayuge Thermal Power Station (1.6 megawatts).

## Petróleo y gas natural
Uganda es muy vulnerable a las variaciones de los precios del petróleo, ya que importa casi la totalidad de sus 18 180 barriles de petróleo por día (2.890 m3/día). El petróleo llega a través del puerto keniano de Mombasa.
Los gobiernos de Kenia, Uganda y Ruanda están desarrollando conjuntamente el Gasoducto de Productos del Petróleo Kenia-Uganda-Ruanda para transportar productos refinados de petróleo desde Mombasa a través de Nairobi hasta Eldoret, todo en Kenia. Desde Eldoret, el oleoducto continuará a través de Malaba hasta Kampala en Uganda, y continuará hasta Kigali en Ruanda. El estudio de viabilidad para la ampliación del conducto Eldoret a Kampala fue otorgado a una empresa internacional en 1997. El estudio se completó en 1998 y el informe se presentó al año siguiente. El estudio de viabilidad, por separado para la extensión de Kampala a Kigali, se adjudicó a la Comunidad de África Oriental en septiembre de 2011. Los gobiernos de Kenia, Uganda y Ruanda aceptaron los resultados de los estudios. El contrato de construcción se adjudicó inicialmente, en 2007, a Tamoil, una empresa propiedad del Gobierno de Libia. Ese contrato fue anulado en 2012 después de que la compañía no pudo implementar el proyecto. A fecha de abril de 2014 catorce empresas habían presentado ofertas para construir la ampliación del gasoducto desde Kenia a Ruanda. Se esperaba que la construcción comenzara en 2014, con un plazo de construcción de 32 meses. Se esperaba la puesta en marcha en 2016.

El distrito de Hoima (en rojo), ubicado a lo largo del lago Albert, ha sido el sitio de los hallazgos de petróleo.

En 2006, Uganda confirmó la existencia de reservas de petróleo comercialmente viables en el Valle del Rift occidental alrededor del lago Alberto. En junio de 2006, Recursos de Hardman de Australia descubrió arenas petrolíferas en Waranga 1, Waranga 2 y Mputa. El presidente Yoweri Museveni anunció que esperaba una producción de 6.000 bbl/d (950 m3/d) a 10 000 bbl/d (1 600 m3/d) en 2009.
En julio de 2007, Heritage Oil, una de las varias compañías que exploran el lago Alberto, aumentó su estimación para el pozo Kingfisher (bloque 3A) en el distrito de Hoima, subregión de Bunyoro, afirmando que pensaban que era más grande que 600 millones de barriles (95 000 000 m³)   de crudo. El socio de Heritage, Tullow Oil, con sede en Londres, que había comprado Hardman Resources, era más cauteloso, pero manifestó su confianza en que la cuenca Albertine en su conjunto contenía más de mil millones de barriles. El pozo Kingfisher-1 suministró 13 893 barriles diarios (2 208,8 m3/d) de petróleo de 30-32 API.
Esta noticia se produjo inmediatamente después del informe Nzizi informe de Tullow del 11 de julio de 2007 que confirmó la presencia de 14 millones cúbicos (400 000m3)       por día de gas natural. Heritage en un informe a sus socios estimó las reservas de Uganda en 2.4 millones de barriles      valorados en 7 mil millones $ como la "nueva obra más emocionante en África subsahariana en la última década". Sin embargo, el desarrollo requerirá 750 millas (1207,0 km) de tubería hasta la costa, que necesitará petróleo a 80 $ para ser rentable. Las relaciones entre Uganda y la vecina República Democrática del Congo (RDC) han sido tensas desde el descubrimiento del petróleo, ya que ambos países buscan aclarar la delimitación de la frontera en el lago a su favor, en particular la propiedad de la pequeña isla de Rukwanzi. El ministro de Asuntos Exteriores de Uganda, Sam Kutesa, realizó una visita de emergencia a Kinshasa en un intento por aliviar las tensiones.
El periódico The Economist, señaló que la RDC ha asignado bloques de exploración en su lado de la frontera, propuso que la situación se solucione de manera amistosa: Uganda necesita una frontera estable y segura para atraer la inversión extranjera que desarrolle las reservas de petróleo, mientras que el costo de transportar el petróleo al único puerto de la RDC en Matadi es tan prohibitivo que el gobierno congoleño está casi obligado a buscar el acceso a un oleoducto a través de Uganda.
Después de un período inicial de desacuerdo entre el Gobierno de Uganda y las compañías de exploración petrolera, las dos partes acordaron en abril de 2013 construir simultáneamente un oleoducto de petróleo crudo hacia la costa de Kenia (Oleoducto de crudo de Uganda-Kenia ) y una refinería de petróleo en Uganda (Refinería de petróleo de Uganda).
En febrero de 2015, el gobierno de Uganda seleccionó al consorcio liderado por RT Global Resources de Rusia como el ganador, para construir la refinería. Se esperaba que el gobierno comenzara negociaciones en profundidad con el licitador ganador para un acuerdo vinculante para construir la refinería. Se esperaba que las negociaciones duraran unos 60 días. Si las partes no llegaban a un acuerdo sobre los términos, el gobierno planeaba negociar con el participante no seleccionado, el consorcio liderado por SK Energy de Corea del Sur, para construir la refinería. Cuando esas conversaciones se interrumpieron en julio de 2016, Uganda inició conversaciones con el participante de reserva, el consorcio liderado por SK Engineering & Construction de Corea del Sur.
En agosto de 2017, las negociaciones con el consorcio liderado por SK Engineering & Construction también se interrumpieron. Luego comenzaron las negociaciones con un nuevo consorcio liderado por Guangzhou Dongsong Energy Group, una compañía china. Esas conversaciones colapsaron en junio de 2017 cuando CPECC, el contratista principal del consorcio, se retiró de las conversaciones.
En agosto de 2017, el Consorcio de la Refinería Albertine Graben, un nuevo consorcio liderado por General Electric (GE) de los Estados Unidos, acordó construir la refinería de 4 mil millones $ US. GE es dueño del 60 por ciento, mientras que el gobierno de Uganda y otros inversores son dueños del 40 por ciento restante. Total SA se ha comprometido a adquirir una participación del 10 por ciento en la refinería.
En diciembre de 2017, Irene Muloni, Ministra de Energía de Uganda, anunció que el país planeaba unirse a la Organización de Países Exportadores de Petróleo (OPEP), para 2020, fecha prevista para la primera remesa de petróleo.

## Energía solar
Para diversificar el grupo energético nacional, la Autoridad Reguladora de Electricidad (Uganda) autorizó en diciembre de 2014 dos centrales de energía solar, cada una con potencia para generar 10 megavatios. Se esperaba que las centrales, Estación de Energía Solar Tororo y Estación de energía solar Soroti, entraran en funcionamiento en diciembre de 2015. En diciembre de 2016, la estación de energía solar Soroti se completó y se conectó a la red nacional. La estación de energía solar Tororo también se puso en línea en octubre de 2017. En enero de 2019, la estación de energía solar Kabulasoke, un desarrollo privado de 20 megavatios por un IPP privado, fue comisionado y conectado a la red nacional. Estación de Energía Solar Mayuge, otro proyecto IPP de 10 megavatios, cuya construcción costó 41 mil millones de dólares (aprox. 11.3 millones $ US), entró en funcionamiento en junio de 2019, llevando la energía solar total generada a la red a 50 megavatios a nivel nacional.